# Lijst van Italiaanse ministers van Milieu

## Ministers van Milieu van Italië (1983–heden)
| Minister van Milieu          | Minister van Milieu      | Minister van Milieu             | Ambtstermijn     | Ambtstermijn     | Partij(en) | Premier(s)                       | Kabinet(en)   |
| ---------------------------- | ------------------------ | ------------------------------- | ---------------- | ---------------- | ---------- | -------------------------------- | ------------- |
|                              | Alfredo Biondi           | Alfredo Biondi (1928–2020)      | 4 augustus 1983  | 30 juli 1984     | PLI        | Bettino Craxi (1983–1987)        | Craxi I       |
|                              | Valerio Zanone           | Valerio Zanone (1936–2016)      | 30 juli 1984     | 1 augustus 1986  | PLI        | Bettino Craxi (1983–1987)        | Craxi I       |
|                              | Francesco De Lorenzo     | Francesco De Lorenzo (1938)     | 1 augustus 1986  | 17 april 1987    | PLI        | Bettino Craxi (1983–1987)        | Craxi II      |
|                              | Mario Pavan              | Mario Pavan (1918–2003)         | 17 april 1987    | 28 juli 1987     | DC         | Amintore Fanfani (1987)          | Fanfani VI    |
|                              | Giorgio Ruffolo          | Giorgio Ruffolo (1926–2023)     | 28 juli 1987     | 28 juni 1992     | PSI        | Giovanni Goria (1987–1988)       | Goria         |
| Ciriaco De Mita (1989)       | Giorgio Ruffolo          | Giorgio Ruffolo (1926–2023)     | 28 juli 1987     | 28 juni 1992     | PSI        | De Mita                          |               |
| Giulio Andreotti (1989–1992) | Giorgio Ruffolo          | Giorgio Ruffolo (1926–2023)     | 28 juli 1987     | 28 juni 1992     | PSI        | Andreotti VI                     |               |
| Giulio Andreotti (1989–1992) | Giorgio Ruffolo          | Giorgio Ruffolo (1926–2023)     | 28 juli 1987     | 28 juni 1992     | PSI        | Andreotti VII                    |               |
|                              | Carlo Ripa di Meana      | Carlo Ripa di Meana (1929–2018) | 28 juni 1992     | 8 maart 1993     | PSI        | Giuliano Amato (1992–1993)       | Amato I       |
|                              | Valdo Spini              | Valdo Spini (1946)              | 8 maart 1993     | 28 april 1993    | PSI        | Giuliano Amato (1992–1993)       | Amato I       |
|                              | Francesco Rutelli        | Francesco Rutelli (1954)        | 28 april 1993    | 3 mei 1993       | FdV        | Carlo Azeglio Ciampi (1993–1994) | Ciampi        |
|                              | Valdo Spini              | Valdo Spini (1946)              | 3 mei 1993       | 10 mei 1994      | PSI        | Carlo Azeglio Ciampi (1993–1994) | Ciampi        |
|                              | Altero Matteoli          | Altero Matteoli (1940–2017)     | 10 mei 1994      | 17 januari 1995  | AN         | Silvio Berlusconi (1994–1995)    | Berlusconi I  |
|                              | Paolo Baratta            | Paolo Baratta (1939)            | 17 januari 1995  | 17 mei 1996      | O          | Lamberto Dini (1995–1996)        | Dini          |
|                              | Edo Ronchi               | Edo Ronchi (1950)               | 17 mei 1996      | 26 april 2000    | FdV        | Romano Prodi (1996–1998)         | Prodi I       |
| Massimo D'Alema (1998–2000)  | Edo Ronchi               | Edo Ronchi (1950)               | 17 mei 1996      | 26 april 2000    | FdV        | D'Alema I                        |               |
| Massimo D'Alema (1998–2000)  | Edo Ronchi               | Edo Ronchi (1950)               | 17 mei 1996      | 26 april 2000    | FdV        | D'Alema II                       |               |
|                              | Willer Bordon            | Willer Bordon (1949–2015)       | 25 april 2000    | 11 juni 2001     | ID         | Giuliano Amato (2000–2001)       | Amato II      |
|                              | Altero Matteoli          | Altero Matteoli (1940–2017)     | 11 juni 2001     | 17 mei 2006      | AN         | Silvio Berlusconi (2001–2006)    | Berlusconi II |
| Berlusconi III               | Altero Matteoli          | Altero Matteoli (1940–2017)     | 11 juni 2001     | 17 mei 2006      | AN         | Silvio Berlusconi (2001–2006)    |               |
|                              | Alfonso Pecoraro Scanio  | Alfonso Pecoraro Scanio (1959)  | 17 mei 2006      | 8 mei 2008       | FdV        | Romano Prodi (2006–2008)         | Prodi II      |
|                              | Stefania Prestigiacomo   | Stefania Prestigiacomo (1966)   | 8 mei 2008       | 16 november 2011 | PdL        | Silvio Berlusconi (2008–2011)    | Berlusconi IV |
|                              | Corrado Clini            | Corrado Clini (1947)            | 16 november 2011 | 28 april 2013    | O          | Mario Monti (2011–2013)          | Monti         |
|                              | Andrea Orlando           | Andrea Orlando (1969)           | 28 april 2013    | 22 februari 2014 | DP         | Enrico Letta (2013–2014)         | Letta         |
|                              | Gian Luca Galletti       | Gian Luca Galletti (1961)       | 22 februari 2014 | 1 juni 2018      | UdC        | Matteo Renzi (2014–2016)         | Renzi         |
| Paolo Gentiloni (2016–2018)  | Gian Luca Galletti       | Gian Luca Galletti (1961)       | 22 februari 2014 | 1 juni 2018      | UdC        | Gentiloni                        |               |
|                              | Sergio Costa             | Sergio Costa (1959)             | 1 juni 2018      | 5 september 2019 | O          | Giuseppe Conte (2018–2021)       | Conte I       |
| Conte II                     | Sergio Costa             | Sergio Costa (1959)             | 1 juni 2018      | 5 september 2019 | O          | Giuseppe Conte (2018–2021)       |               |
|                              | Roberto Cingolani        | Roberto Cingolani (1961)        | 13 februari 2021 | 22 oktober 2022  | O          | Mario Draghi (2021–2022)         | Draghi        |
|                              | Gilberto Pichetto Fratin | Gilberto Pichetto Fratin (1954) | 22 oktober 2022  | heden            | FI         | Giorgia Meloni (sinds 2022)      | Meloni        |